# روس فيشر
روس فيشر (بالإنجليزية: Ross Fisher)‏ هو لاعب غولف بريطاني، ولد في 22 نوفمبر 1980 في أسكوت في المملكة المتحدة.

## وصلات خارجية
- الموقع الرسمي
- روس فيشر على موقع رابطة لاعبي الغولف المحترفين (الإنجليزية)
- روس فيشر على موقع رابطة أوروبا للاعبي الغولف المحترفين (الإنجليزية)
- روس فيشر على موقع التصنيف العالمي الرسمي للغولف (الإنجليزية)